# Punta Indio (partido)
Le partido de Punta Indio est une subdivision de la province argentine de Buenos Aires. Fondé en 1994, sa capitale est Verónica.